# Портфель (финансы)
Портфель (англ. portfolio) в финансах — совокупность инвестиционных вложений юридического или физического лица.

## Инвестиционный портфель
Инвестиционный портфель — набор реальных или финансовых инвестиций. В узком смысле это совокупность ценных бумаг разного вида, разного срока действия и разной степени ликвидности, принадлежащая одному инвестору и управляемая как единое целое.
Инвестиционный портфель, в котором удельный вес каждого из видов активов не является доминирующим, называют диверсифицированным (см. диверсификация). Такой портфель обладает меньшей степенью рискованности по сравнению с отдельно взятой ценной бумагой того же порядка прибыльности.
Инвестиционные портфели можно разделить на агрессивные — формируемые из активов с высокой доходностью и высоким уровнем риска, а также пассивные — структура которых совпадает со структурой рыночного индекса.
Две ключевые характеристики портфеля — величина бета, характеризующая рисковость и показатель прибыльности.

## Типы портфелей ценных бумаг
Тип портфеля — это обобщённая характеристика портфеля с позиций задач его формирования или видов ценных бумаг, входящих в портфель. На практике существует следующая классификация:
1. Портфель роста ориентирован на акции, курсовая стоимость которых быстро растёт на рынке. Цель такого портфеля — увеличение капитала инвестора. Поэтому владельцу портфеля дивиденды могут выплачиваться в небольшом объёме. В данный портфель могут входить акции молодых, быстрорастущих компаний. Инвестиции в данный портфель являются достаточно рискованными, но могут принести высокий доход в будущем.
2. Портфель дохода ориентирован на получение высоких текущих доходов в форме дивидендных и процентных выплат. В данный портфель включают акции, приносящие высокий текущий доход, но имеющие умеренный рост курсовой стоимости, а также облигации, которые характеризуются весомыми текущими выплатами купонного дохода. Особенность портфеля этого типа — ориентация на получение максимального текущего дохода при минимальном уровне риска, приемлемого для консервативного инвестора. Поэтому объектами такого портфельного инвестирования являются корпоративные ценные бумаги самых надёжных акционерных компаний, работающих в ТЭК, в сфере связи и других приоритетных отраслях.
3. Портфель рискового капитала состоит из ценных бумаг компаний, которые внедряют новые технологии и продукты, требующие больших единовременных затрат на научные исследования и разработки, но предлагают высокий доход в ближайшей перспективе.
4. Сбалансированный портфель включает ценные бумаги с различными сроками обращения, потенциальной доходностью и уровнем рискованности вложений. Подобный портфель обычно представляет собой сочетание ценных бумаг с быстро изменяющейся курсовой стоимостью с финансовыми инструментами, приносящими умеренный стабильный доход. Инвестор определяет соотношение между ними самостоятельно, исходя из своего отношения к риску.
5. Портфель краткосрочных ценных бумаг формируют исключительно из высоколиквидных ценных бумаг, которые могут быть быстро реализованы.
6. Портфель долгосрочных ценных бумаг с фиксированным доходом ориентирован на долгосрочные облигации со сроком обращения свыше пяти лет.
7. Формирование специализированного портфеля означает вложение средств в специальные финансовые инструменты срочного рынка (опционы, фьючерсы).
8. Региональные и отраслевые портфели включают ценные бумаги, выпускаемые отдельными субъектами и местными органами власти, а также частными компаниями, либо ценные бумаги корпораций, работающих в конкретной отрасли экономики.
9. Портфель иностранных ценных бумаг.

Инвесторы в РФ чаще всего используют первые два типа портфеля.
По соотношению дохода и риска выделяют следующие виды портфелей:
1. Портфель агрессивного инвестора. Его задача — получение значительного дохода при высоком уровне риска (выбирают ценные бумаги, курс которых существенно изменяется в результате краткосрочных вложений для получения высокого дивидендного или процентного дохода). Данный портфель в целом высокодоходный, но очень рискованный.
2. Портфель умеренного инвестора. Позволяет при заданном риске получить приемлемый доход. Такой портфель предусматривает длительное вложение капитала и его рост. В портфеле преобладают эмиссионные ценные бумаги крупных и средних, но надёжных эмитентов с продолжительной рыночной историей.
3. Портфель консервативного инвестора. Предусматривает минимальные риски при использовании надёжных ценных бумаг, но с медленным ростом курсовой стоимости. Гарантии получения дохода не поддаются сомнению, но сроки его получения различны. В портфеле преобладают государственные ценные бумаги, акции и облигации крупных и надёжных эмитентов.
4. Портфель неэффективного инвестора. Такой портфель не имеет чётко определённых целей и обладает низким уровнем риска и дохода. В портфеле преобладают произвольно подобранные ценные бумаги.

## Методы оптимизации
Для повышения рентабельности инвестиционного портфеля применяются т. н. формульные стратегии, то есть заранее определенные планы, которые автоматически направляет инвестиции в соответствии с некоторыми формулами. К формульным стратегиям, относятся, в частности усреднение затрат и усреднение ценности.